# Désirée Artôt
Marguerite-Joséphine-Désirée Montagney, kallad Désirée Artôt, född 21 juli 1835, död 3 april 1907, var en belgisk sopran (mezzosopran). Hon gifte sig 1869 med den spanske barytonsångaren Mariano Padilla y Ramos, och var därefter känd som Désirée Artôt de Padilla eller Désirée Artôt-Padilla.
Fadern, som var hovkapellist i Frankrike, blev hennes första lärare. Hon fullföljde sedan sina musikaliska studier vid konservatorier i Bryssel och Paris. Hon uppträdde först 1857 och följande år på konserter i London, på Stora operan i Paris, i Bryssel och Milano, och vann mycket bifall, dock utan att väcka någon större uppmärksamhet. Det var i Berlin 1859, där hon var anställd vid Lorinis italienska operasällskap, som hon blev verkligt stor.
Den obekanta primadonnan blev i början mottagen med visst misstroende, men inom kort hade hon erövrat sin publik, och den entusiasm hon snart väckte kan endast jämföras med Henriette Sontags föregående triumfer. Den utsålda operan Barberaren i Sevilla fick genom Artêts utförande av Rosinas parti ny dragningskraft och blev en av Victoriateaterns bästa kassapjäser. Samma framgång vann hon som Askungen, Regementets dotter, Leonora i Il Trovatore, med flera roller. Hon lämnade sin fasta anställning i Berlin 1860, för att som gäst uppträda på teatrar i Tyskland, England, Belgien och Ryssland, där hon 1869 gifte sig med barytonsångaren Mariano Padilla y Ramos. De båda uppträdde omväxlande i Warszawa, Moskva och Sankt Petersburg med Merellis italienska operasällskap.
Désirée Artôt var brorsdotter till Joseph Artôt och mor till Lola Artôt de Padilla.